# John Wayne
John Wayne, pravim imenom Marion Michael Morrison (Winterset, 26. svibnja 1907. – Los Angeles, 11. lipnja 1979.), američki filmski glumac.
Jedna je od najvećih legendi ne samo Hollywooda već i svjetskoga filma uopće. Sa svojih više od stotinu snimljenih filmova ubraja se među najplodnije filmske stvaraoce. Tijekom gotovo pedeset godina, ostvario je nekoliko povijesnih uloga. John Wayne je kao glumac bio veliki profesionalac, uzorno discipliniran i neuništiv u izdržljivosti. To je dokazao i time što je, iako teško bolestan, snimao gotovo do posljednjeg daha.
Zahvaljujući prijateljstvu s Johnom Fordom dobio je glavnu ulogu u klasičnom vesternu Poštanska kočija, što je predstavljalo prekretnicu u njegovoj karijeri. Od tada je dominirao u tom žanru, postajući njezinim glumačkim sinonimom.
Dobitnik je Oscara za glavnu mušku ulogu u filmu Čovjek zvan hrabrost (1969.) 

## Životopis
John Wayne bio je prvo dijete liječnika Clydea Leonarda Morrisona i Mary Alberte, rođene Brown, koji su sina nazvali Marion Robert Morrison, spajajući imena dvojice njegovih djedova. Kada im se četiri godine kasnije rodio drugi sin, kojemu su dali ime Robert, Wayne je, po djedu s očeve strane, preimenovan u Marion Mitchell. Nosio je to ime do kraja života, ali ga nikada nije volio jer je Marion bilo i žensko ime.
Više od imena, pak, malome Marionu Mitchellu smetale su stalne svađe roditelja. Njegov je otac bio šarmantan i dobroćudan, no naivan i nemaran. Prepirke, koje su uglavnom izbijale zbog Clydeove navike da prodaje lijekove na dug, bile su toliko žestoke da je Marion često odlazio od kuće. Nekoliko se puta ukrcao na vlak ne bi li otišao što dalje, a roditelji bi ga onda u panici tražili. Kada je Clyde Morrison 1914. zapao u financijske teškoće, obitelj se odlučila preseliti na farmu u selo Lancaster, na samome rubu pustinje Mojave.
Za razliku od kuće u Iowi, farma u Kaliforniji nije imala struju, tekuću vodu ni telefon. Naviknuta na društveni život u Wintersetu, Wayneova je majka bila očajna zbog toga što su im najbliži susjedi bili udaljeni dva kilometra, ali Clyde Morrison nije se obazirao na njezina prigovaranja, nego je prionuo obrađivanju polja kako bi dokazao supruzi da im može priuštiti pristojan život. Iako je radio i više od dvanaest sati na dan, Morrisonovi su bili najsiromašnija obitelj u okrugu. Wayne će poslije kazati da su te godine bile bitne za učvršćivanje njegovog karaktera, ali nitko u obitelji nije bio zadovoljan životom na farmi. Zbog toga su se 1916. preselili bliže Los Angelesu, u gradić Glendale, udaljen osam kilometara od Hollywooda. Društveni život im se s preseljenjem poboljšao, ali ne i financijske prilike. U potrazi za jeftinijim smještajem, nekoliko puta su se selili, a djeca su mogla imati novu odjeću jedino ako bi je sama zaradila.
Wayne je imao čak dva honorarna posla. Ustajao je u 5:30 kako bi dostavio novine, a nakon škole je pomagao u očevoj ljekarni raznoseći lijekove kupcima. Zarađivao je za svoju, ali i bratovu školsku odjeću, i uza sav taj napor bio je među najboljim učenicima. Najviše sreće tih dana donijelo mu je konačno odbacivanje imena Marion. U ljeto 1918. dobio je psa kojeg je nazvao Duke. Pas ga je svuda pratio, a kad je nakon ljeta krenuo u školu, Wayne ga je ostavljao u obližnjoj zgradi, kod vatrogasaca koji su znali da se pas zove Duke, pa su dječaka prozvali Big Duke (Veliki Duke). Wayneu se to svidjelo pa je rekao prijateljima da ga zovu samo Duke. Marion je zauvijek nestao.

### Srednja škola i fakultet
Duke Morrison bio je među najpopularnijim učenicima u srednjoj školi u Glendaleu. Sudjelovao je u raznim aktivnostima, bio je predsjednik razreda, pisao je za školske sportske novine, predstavljao je školu na državnom natjecanju u izvedbi Shakespeareovih djela... Najviše su ga zanimale djevojke i američki nogomet. Viši od 190 centimetara, tamnokos i zgodan, uz to i dobar plesač, privlačio je djevojke, ali se nije upuštao u stalnu vezu. Dijelom zbog toga što je bio siromašan, jer djevojku je ponekad trebalo izvesti van, no najviše zato što se vikendima opijao do besvijesti – što je nastavio činiti do kraja života. U Hollywoodu su viski u čaši od dva decilitra zvali "koktel Johna Waynea".
Za njegovu je budućnost tada presudnu ulogu odigrao američki nogomet. Bio je u prvoj momčadi srednje škole Glendale High, koja se plasirala u državno finale, pa je uspio dobiti stipendiju za studij prava na Sveučilištu Južne Kalifornije. Ondje su mu, pak, pomogli da poboljša materijalne prilike. Uz pomoć glumca Toma Mixa, tadašnje velike zvijezde vesterna, zaposlio se kao scenski radnik u filmskom studiju Fox. Dvadeset dana prije Wayneova 19. rođendana, njegovi su roditelji podnijeli zahtjev za razvod braka. 
No, Wayne nije previše patio, jer se u to doba prvi put zaljubio – u Josephine Aliciju Saenz, kćer Josea Saenza, uspješnog poslovnog čovjeka i panamskog konzula u Los Angelesu. Wayne ju je upoznao kad je jednom dopratio kući njezinu stariju sestru Carmen, s kojom je bio na plesu. Tada nije mogao skinuti oči s Josephine, a kad mu je ona uzvratila pogled, 19-godišnjak je ostao kao začaran. Pozvao ju je u obližnji kafić, potpuno opčinjen njezinom ljepotom.
– Nikada se nisam tako osjećao. Mislim da sam uspio izgovoriti samo dvije riječi, toliko sam bio hipnotiziran njezinom ljepotom. Sjećam se da sam je slučajno okrznuo i proželi su me trnci. Znao sam da sam zaljubljen. Ljubav je prekrasan osjećaj, ali i nevjerojatno bolan – gotovo pedeset godina poslije prisjetio se John Wayne prve ljubavi.
Na njegovu sreću, i 16-godišnja Josephine, koju su svi zvali Josie osjećala je isto. Ubrzo su se i zaručili, unatoč protivljenju Josea Saenza. Smatrao je, naime, da Wayne ne zaslužuje njegovu kćer jer nije zarađivao dovoljno za sebe, a kamoli da bi se brinuo i o Josie. Osim toga nije bio katolik nego protestant. Postalo je još gore kad je na početku druge godine fakulteta izgubio sportsku stipendiju. Bio je solidan igrač američkoga nogometa, no bilo je i boljih, pa ga je trener izbacio iz momčadi –djelomice i zato što je na treninge dolazio izmoren brojnim honorarnim poslovima. Osim toga, novac je zarađivao i prodajući krv, i to toliko često da su mu u bolnici zabranili da dolazi.

### Napuštanje fakulteta i prvi glumački poslovi
Bez novca za školovanje i obiteljskog doma, koji je izgubio kada su mu se roditelji rastali, odustao je od školovanja, preselio se na tavan u kući prijatelja i odlučio stalno se zaposliti u studiju Fox. Zarađivao je samo 35 dolara na tjedan, što je jedva pokrivalo životne troškove, no znao je da scenski radnici, ako su dobri, mogu zarađivati i do 130 dolara tjedno, a to mu se činilo kao pravo bogatstvo. Radio je od jutra do mraka, sretan što može izvesti Josie u grad. Kako je cijelo vrijeme bio na setu, u nekoliko filmova čak je i statirao, no na glumu tada još nije ni pomišljao.
Čak i nakon što je 1929. u filmu Salute Johna Forda prvi put na odjavnoj špici potpisan kao Duke Morrison, i dalje je glumu smatrao samo načinom da "pokrpa" kućni budžet. Ni Ford, kojega mnogi smatraju jednim od najvećih filmskih redatelja svih vremena, nije prepoznao njegov glumački potencijal. Naprotiv, često je maltretirao Waynea. Na snimanju filma Men Without Women mu je, primjerice, zbog bezazlene pogreške, lupio "vritnjak" pred cijelom ekipom.
Nikada u životu nisam bio tako ponižen – govorio je poslije. No, samo godinu kasnije dobio je glavnu ulogu u filmu Big Trail, koji je s budžetom od dva milijuna dolara trebao biti najspektakularniji vestern toga doba. Redatelj Raoul Walsh mučio se s odabirom glavnoga glumca. U to se doba pojavio zvučni film, a mnoge zvijezde nijemog filma nisu se mogle priviknuti na novi medij. Walshu je trebao glumac za ulogu junaka koji vodi karavanu preko cijelog Divljeg zapada. Već je očajavao jer se približavao početak snimanja, kad je u studiju Fox primijetio mladog scenskog radnika koji je s lakoćom nosio dva teška stolca.
Dva tjedna poslije Wayne je bio na probnom snimanju. I Walsh i Winfield Sheehan, šef studija Fox, shvatili su da nije dobar glumac, ali se pred kamerama ponašao prirodno i ostavljao upečatljiv dojam, pa su mu dali ulogu, uz plaću od 75 dolara tjedno. Problem je bio samo u njegovom imenu. Sheehan je smatrao da ono nije dovoljno glamurozno te ga je, po junaku američke revolucije Madu Anthonyju Wayneu, preimenovao u Johna Waynea. Glumac se tome nije protivio jer mu je nakon Marion svako ime bilo dobro.

### Big Trail
Snimanje Big Traila bilo je teško. Golema ekipa morala se stalno seliti, a Wayne je već prvog dana obolio od dizenterije i na kraju izgubio desetak kilograma. A kad se on oporavio, glavna glumica Marguerita Churchill dobila je akne po cijelome licu. Kao da to nije bilo dovoljno, većina ekipe je tijekom snimanja stalno bila pijana. Po Hollywoodu se pričalo da bi naslov filma trebalo promijeniti u "Big Drunk" (Velika pijanka). Film nije polučio očekivani financijski uspjeh, pa mu je Fox otkazao ugovor, a novi, s Columbijom, pokazao se pogrešnim potezom nakon što ga je šef studija Harry Cohn uzeo na zub zbog svađe oko neke starlete. Godinu i pol nakon premijere Big Traila, Wayne je teže živio nego kad je bio scenski radnik.

### Prvi brak
Spas je pronašao u filmskim serijalima, koji su se u doba prije dolaska televizije svakodnevno prikazivali u kinima. Nisu bili cijenjeni, ali su snimani s malim budžetom i publika ih je voljela, pa su donosili golemu zaradu. Početkom 1933. Wayne je za producenta Nata Levinea počeo snimati vestern-serijale. To mu je omogućilo da Josie ponudi brak. Počeo je bolje zarađivati – ali je i više trošio. I do Josie su dolazile glasine o njegovim opijanjima i ljubovanju s glumicama. Tradicionalno odgojena Latinoamerikanka je patila, ali je prelazila preko njegovih preljuba. Mnogo veći problem bilo je njegovo odbijanje da prijeđe na katoličanstvo.
Wayne je rijetko išao u crkvu, ali su mu protestantski odgoj i vjera u Boga bili među najvažnijim stvarima u životu. Josie je istinski volio, no čak ni zbog nje nije se htio odreći protestantizma, pa su na kraju oboje morali popustiti. Wayne je ostao protestant, ali je pristao da ih vjenča katolički svećenik i da njihova djeca budu odgajana kao katolici. Vjenčali su se 24. srpnja 1933. na imanju majke poznate glumice Lorette Young, mladenkine najbolje prijateljice. Johnu Wayneu bilo je 26 godina, a Josie 22.
Njihov prvi sin, Michael Anthony Morrison, rođen je 1934., a 1936. na svijet je došla Mary Antonia, koju su zvali Toni. I dok je njegov obiteljski život cvjetao, Wayne je bio sve nesretniji s karijerom. Ne i s financijskim prilikama, jer zarađivao je više od 50 tisuća dolara godišnje, ali glumio je uglavnom u filmskim serijalima i B-vesternima.

### Poštanska kočija
Početkom 1938. čak je na sedam mjeseci prestao glumiti, no na njegovu sreću povratak mu je omogućio John Ford. Pripremao je snimanje Poštanske kočije i želio je da glavnog junaka, Ringa Kida, igra njegov nekadašnji scenski radnik. Svaki put kada ga je neki holivudski studio odbio pod izlikom da ne žele Waynea u glavnoj ulozi, on je postajao još ustrajniji i na kraju, u prosincu 1938., dobio je zeleno svjetlo. No, na snimanju ga je neizmjerno maltretirao i ponižavao. Prigovarao mu je zbog loše glume, izgovora, pa čak i kasnije glasovitog hoda, koji je Wayne "pokupio" od oca. Poštanska kočija se, uz hvalospjeve kritike, počela prikazivati u ožujku 1939. i publika je bila oduševljena, a kad je nagrađena Oscarom za najbolji film, Wayne je konačno dobio vjetar u leđa. Sad mu više ništa, pa ni brak, nije stajalo na putu ka uspjehu.
Iako im se 1939. rodio drugi sin, Patrick John, a 1940. je na svijet došla druga kći, Melinda Ann, Wayne se, opsjednut poslom, udaljio od obitelji, što bi Josie i mogla podnijeti da nije bilo glasina o suprugovim opijanjima i ljubavnim aferama. Wayne se, naime, nikad nije trudio biti diskretan pa su poznate njegove brojne izvanbračne veze, poput one s glumicama Lanom Turner i Marlene Dietrich.

### Razvod braka i novi brak
Uslijedio je mučan i dugotrajan razvod, a kad je na Božić 1945. parnica napokon završila, Wayne je već bio ludo zaljubljen u drugu. Dvije godine ranije, na službenom putu u Meksiku, upoznao je 20-godišnju meksičku glumicu Esperanzu Diaz Ceballos. Simpatija je bila obostrana, no nakon nekoliko vrućih noći, Esperanza je prekinula vezu. On je bio oženjen, ona udana, pa je smatrala da njihova ljubav nema budućnosti. No, Wayne nije mislio tako. Slao joj je strastvena pisma i stalno joj telefonirao, a kad mu je ona prestala odgovarati, u očaju se, za jednog slučajnog susreta u Los Angelesu, izjadao ekscentričnom bogatašu Howardu Hughesu. Dirnut ljubavnom pričom, Hughes ga je iste noći svojim avionom odveo u Meksiko i Esperanza je tada "kapitulirala". Tako je u trenutku razvoda od Josie glumac već bio u pripremama za novo vjenčanje – 17. siječnja 1946. Esperanza je postala njegova druga supruga.
Iako su bile slične izgledom – obje su bile tamnopute crnke velikih smeđih očiju, zaraznog osmijeha i zamamnog stasa – Josie i Esperanza karakterom su bile potpuno različite. Kućanici Josie obitelj je bila najvažnija, dok je Chata, kako su prijatelji zvali Esperanzu, više voljela zabave. Wayne je snimao film za filmom, katkad i pet godišnje, pa mu je odgovaralo da ga supruga prati na snimanjima. No, Chatin temperament i Wayneova posvećenost karijeri nisu išli zajedno. Njihove su svađe bile česte i žestoke, a završavale su Chatinim bijegom majci u Meksiko, što je Waynea dodatno izluđivalo.
I dok je s filmovima Crvena rijeka, Nosila je žutu vrpcu i Rio Grande u drugoj polovici četrdesetih postao jedan od najpopularnijih američkih glumaca, u privatnom je životu bio sve nezadovoljniji.

### Novi razvod braka
Chata je u travnju 1953., nakon godinu dana odvojenog života, podnijela zahtjev za razvod i zatražila alimentaciju od 9300 dolara mjesečno – što je tada bila golema svota. Mediji su izvještavali o Chatinim optužbama da ju je suprug varao od prvih dana braka. Uz to je tvrdila – što je moglo imati mnogo teže posljedice – da je varao i poreznu upravu skrivajući dio dohotka. Ni Wayne nije ostajao dužan pa je tvrdio da se često morao braniti od njezinih fizičkih nasrtaja te natuknuo da ni ona nije bila ideal vjerne supruge. Razvod je okončan 28. listopada 1953., izvansudskom nagodbom. Detalji nisu otkriveni, no pretpostavlja se da je Chata dobila 100 tisuća dolara u gotovini te 500 tisuća dolara i određeni postotak Wayneove zarade, što joj je trebalo biti isplaćeno u idućih devet godina. 
No, taj novac nije dočekala jer je godinu kasnije u Meksiku umrla od srčanog udara.
– Najgore je što će svi misliti da u našem braku nije bilo lijepih trenutaka, a to nije istina – osvrnuo se Wayne na gorak razvod, no ni ta sentimentalna sjećanja nisu ga spriječila da, baš kao i s Josie, još za trajanja razvoda pronađe novu ljubav.

### Treći brak
U priči koja neodoljivo podsjeća na početak ljubavi s Chatom, godinu dana prije razvoda, na poslovnom putu u Peruu, upoznao je mladu glumicu Pilar Palette Weldy, koja je također bila udana. Njihova je veza brzo postala javnom tajnom u Hollywoodu, a 1. studenog 1953., na dan kada je njegov razvod od Chate potvrđen, 47-godišnji John Wayne oženio se 26-godišnjom Pilar.
U Pilar je pronašao suprugu kakvu je oduvijek želio. Za razliku od Josie i Chate, Peruanka mu je pružila miran obiteljski dom, pa se mogao usredotočiti na posao. Prvih godina njihovog braka stalno je bila uz njega, čak i na snimanjima, no nikada se nije nametala i Wayneu je to savršeno odgovaralo. Kad je na snimanju  Tragača Johna Forda, koji će kasnije postati jedan od najcjenjenijih Wayneovih filmova, začeta njihova kći Aissa, rođena u ožujku 1956., Pilar je odustala od putovanja i potpuno se posvetila kući. Obitelj se kasnije povećala: sin John Ethan rođen je 1962., a kći Marisa Carmela 1966. Wayne je bio presretan što ima suprugu koja drži obitelj na okupu. Tih je godina, naime, imao drugih problema.

### Antikomunistički angažman
Iako nikada nije previše mario za politiku, pa je tako jednom rekao da je "vlada prirodni neprijatelj individualnosti, ali je nužno zlo, baš kao i glumački agenti", držao je do svojih načela o životnim vrijednostima te je izjavljivao kako je komunizam najveća opasnost za američki način života. Potkraj četrdesetih pristupio je Filmskom savezu za očuvanje američkih ideala, čija je zadaća bila da onemogući djelovanje komunista u Hollywoodu. Iako će kasnije djelovanje Saveza prerasti u lov na vještice, nikada nije požalio što mu je pristupio. No, potkraj pedesetih shvatio je da svoje ideale najbolje može braniti filmovima. 1968. godine snima antikomunistički film Zelene beretke kojim pruža podršku američkim vojnicima u Vijetnamu.

### Alamo
Povijesna bitka kod Alamoa 1835., u kojoj je skupina Teksašana umrla boreći se za neovisnost od Meksika, Wayneu je bila metafora za borbu Amerikanaca protiv komunizma, pa je svu energiju i bogatstvo uložio u snimanje Alamoa. S budžetom koji je na kraju narastao do 12 milijuna dolara, bio je to najskuplji film do tada. Za potrebe snimanja izgrađen je novi grad u Teksasu, stvorena je umjetna rijeka, a za scenu bitke upotrijebljeno je više od 1500 konja. Wayne nije samo glumio u tom filmu, on ga je režirao i producirao, stavljajući tako na kocku i svoju reputaciju i imetak.
Snimanje je prošlo glatko, ali su problemi nastali nakon premijere, 24. listopada 1960. u San Antoniju, samo nekoliko kilometara od Alamoa. Baš kao i Big Trail, Alamo nije bio loš, ali je stradao zbog prevelikih očekivanja. U prvoj godini prikazivanja zaradio je osam milijuna dolara, no to nije bilo dovoljno da pokrije troškove. Na kraju su svi ulagači dobili uloženi novac – osim Waynea, koji je izgubio više od četiri milijuna dolara.

### Rak pluća
Situacija ipak nije bila tragična jer je u to doba zarađivao nevjerojatnih milijun dolara godišnje, pa nije morao mijenjati način života – sve dok mu 1964. nije dijagnosticiran rak pluća. Cijeli je život pušio, katkad i pet kutija dnevno, no nije se na to obazirao jer je bio dobrog zdravlja. Na sreću, operiran je na vrijeme, a iako su mu uklonjena i četiri rebra, samo 14 tjedana kasnije snimao je film Sinovi Katie Elder. Zbog borbe protiv raka popularnost mu je porasla. Zato i ne čudi što je 1969., dvadeset godina nakon prve nominacije s filmom Pijesak Iwo Jime, osvojio Oscara za ulogu u filmu Čovjek zvan hrabrost, u konkurenciji s Dustinom Hoffmanom, Jonom Voightom, Peterom O'Tooleom i Richardom Burtonom.
S novim životnim zanosom došla je i nova ljubav. Na snimanju filma McQ 66-godišnji Wayne započeo je vezu sa svojom novom tajnicom, 32-godišnjom Pat Stacy. Između njega i Pilar bilo je sve manje ljubavi, a Pat mu je u život unijela novu radost. Pilar je to razumjela te su se sporazumno rastali u studenom 1973., nepunih šest mjeseci nakon što se Wayne zaljubio u svoju tajnicu. Ovaj put se nije htio ženiti, čak nije ni živio s Pat, nego joj je kupio kuću preko puta svoje. Oboje su uživali u takvoj vezi. Wayne je u to doba usporio radni ritam i snimao samo jedan film godišnje, a 1976. izabrao je ulogu u filmu The Shootist redatelja Dona Siegela, o revolverašu koji umire od raka. Bio je to njegov posljednji film.

### Smrt
– Ne veselim se smrti jer ne znam kakav će Bog biti prema meni. Možda neće biti tako dobar kao što se nadam – rekao je u jednom od posljednjih intervjua i dodao kako bi mu bilo draže da ga, umjesto kao velikog glumca, pamte kao čovjeka koji je vjerovao u pravdu.
Zdravstveno mu se stanje pogoršalo još početkom 1977., no kako nije htio otići u bolnicu, tek mu je u kolovozu 1978. dijagnosticiran rak gušterače, koji je tada već bio zahvatio druge organe. Posljednji put se u javnosti pojavio 9. travnja 1979., kada je na dodjeli Oscara uručio nagradu za najbolji film Michaelu Ciminu, redatelju Lovca na jelene. Devet dana kasnije prevezen je u losanđelesku bolnicu UCLA Medical Center, gdje je i preminuo 11. lipnja.
Dva dana prije smrti, na nagovor sina Patricka, ipak se preobratio na katoličanstvo i u bolnicu je došao svećenik koji ga je krstio. Tako je i pokopan uz blagoslov katoličkog svećenika, te samo u prisutnosti obitelji i nekolicine prijatelja, na groblju u Newport Beachu. Zbog straha od navale obožavatelja, njegov je grob ostavljen neoznačen sve do 1999., kad je stavljena nadgrobna ploča na koju je upisana njegova izjava u intervjuu za Playboy 1971.:
– Sutra je najvažnija stvar u životu. Dolazi nam u ponoć, potpuno čista. Savršena je kada dođe i smjesti se u naše ruke, s nadom da smo jučer nešto naučili. –

## Izabrana filmografija
| Godina | Film                                   | Uloga                       | Bilješke                                   |
| ------ | -------------------------------------- | --------------------------- | ------------------------------------------ |
| 1930.  | The Big Trail                          | Breck Coleman               | prva glavna uloga                          |
| 1939.  | Poštanska kočija                       | Henry "The Ringo Kid"       |                                            |
| 1940.  | Dugo putovanje kući                    | Ole Olsen                   |                                            |
| 1942.  | Leteći tigrovi                         | Jim Gordon                  | Wayneov prvi ratni film                    |
| 1948.  | Crvena rijeka                          | Thomas Dunson               |                                            |
| 1948.  | Fort Apache                            | sat. Kirby York             |                                            |
| 1948.  | 3 kuma                                 | Robert Marmaduke Hightower  |                                            |
| 1949.  | Nosila je žutu vrpcu                   | sat. Nathan Brittles        |                                            |
| 1949.  | Pijesak Iwo Jime                       | nar. John M. Stryker        | nominiran za Oskara                        |
| 1950.  | Rio Grande                             | puk. Kirby Yorke            |                                            |
| 1951.  | Operacija Pacifik                      | "Duke" Gifford              |                                            |
| 1952.  | Mirni čovjek                           | Sean Thornton               | u filmu sporedne uloge imaju njegova djeca |
| 1953.  | Hondo                                  | Hondo Lane                  | 3D film                                    |
| 1956.  | Tragači                                | Ethan Edwards               |                                            |
| 1959.  | Rio Bravo                              | John T. Chance              |                                            |
| 1959.  | Konjanici                              | John Marlowe                |                                            |
| 1960.  | Alamo                                  | puk. Davy Crockett          |                                            |
| 1961.  | Komančerosi                            | Jake Cutter                 |                                            |
| 1962.  | Čovjek koji je ubio Libertyja Valancea | Tom Doniphon                |                                            |
| 1962.  | Najduži dan                            | puk. Benjamin Vandervoort   |                                            |
| 1963.  | Donovanov greben                       | Michael Patrick Donovan     | posljednji film s Johnom Fordom            |
| 1966.  | El Dorado                              | Cole Thornton               |                                            |
| 1968.  | Zelene beretke                         | puk. Mike Kirby             |                                            |
| 1969.  | Čovjek zvan hrabrost                   | Reuben J. "Rooster" Cogburn | Oskar                                      |
| 1969.  | Neporaženi                             | puk. John Henry Thomas      |                                            |
| 1970.  | Chisum                                 | John Chisum                 |                                            |
| 1970.  | Rio Lobo                               | Cord McNally                |                                            |
| 1976.  | Posljednji pucanj                      | John Bernard Books          |                                            |

## Vanjske poveznice
- John Wayne na Internet Movie Databaseu (engl.)